# Doctor of Divinity

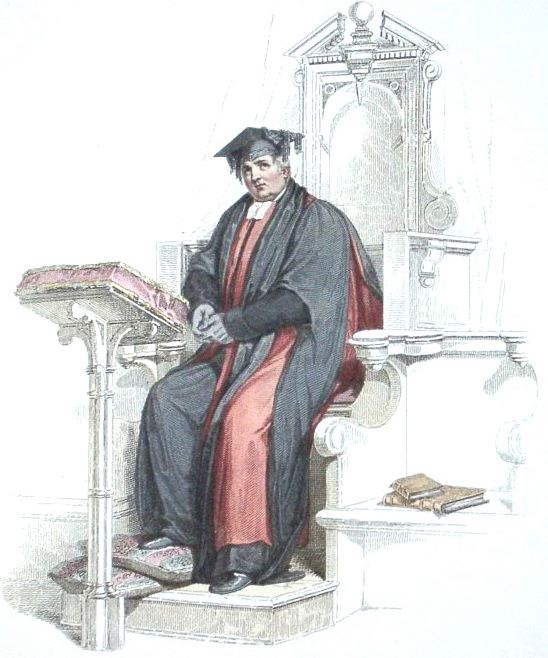
Dottore in teologia cristiana, Acquerello di un Doctor of Divinity alla University of Oxford, nelle vesti accademiche scarlatte e nero che corrispondono alla sua posizione. (Il Dottore qui appare nella sua abituale funzione, piuttosto che con la sua alta uniforme da cerimonia.) Da Rudolph Ackermann, History of Oxford, 1814.

Doctor of Divinity (D.D. o DD, Divinitatis Doctor in latino) è un avanzato grado accademico in teologia. Storicamente, ha individuato colui che aveva conseguito la licenza da una università per insegnare la teologia Cristiana o soggetti religiosi correlati.
Nel Regno Unito, Doctor of Divinity - dottore in teologia è sempre stato il più alto dottorato concesso da una università, di solito attribuito a uno studioso di religione per prestigio e distinzione.
Negli Stati Uniti il Dottore in Teologia di solito è un premio conferito come una laurea honoris causa.